# Screaming Life/Fopp
Screaming Life/Fopp è un disco della band alternative rock/grunge americana dei Soundgarden, pubblicato il giorno 11 maggio 1990 dalla Sub Pop. Il disco comprende i primi due EP dei Soundgarden: Screaming Life (1987) e Fopp (1988).

## Registrazione
Le canzoni dell'EP Screaming Life sono state registrate a Seattle, Washington ai Reciprocal Studios col produttore Jack Endino, mentre le canzoni dell'EP Fopp sono state registrate nel 1988 al Moore Theatre di Seattle, Washington dal produttore Steve Fisk utilizzando la Dogfish Mobile Recording Unit.

## Tracce
Canzoni di Screaming Life:
1. Hunted Down - 2:42
2. Entering - 4:36
3. Tears to Forget (Yamamoto, Thayil) - 2:00
4. Nothing to Say - 4:00
5. Little Joe - 4:31
6. Hand of God (Yamamoto) - 4:27

Canzoni di Fopp (compaiono in ordine diverso rispetto all'EP originario):
1. Kingdom of Come (Cornell) - 2:35
2. Swallow My Pride (Mark Arm, Steve Turner) - 4:00
3. Fopp (Billy Beck, Leroy Bonner, Marshall Jones, Ralph Middlebrooks, Mervin Pierce, Clarence Satchell, James Williams) - 3:37
4. Fopp (Fucked Up Heavy Dub Mix) (Beck, Bonner, Jones, Middlebrooks, Pierce, Satchell, Williams) - 6:25

## Formazione
- Matt Cameron – batteria
- Chris Cornell – voce
- Kim Thayil – chitarra
- Hiro Yamamoto – basso